# Lee Sholem
Pour les articles homonymes, voir Sholem.
Lee Tabor « Roll 'Em » Sholem, né le 25 mai 1913 à Paris dans l'Illinois et mort le 19 août 2000 à Los Angeles, est un réalisateur américain.

## Filmographie

### Films de cinéma
- 1949 : Tarzan et la Fontaine Magique (Tarzan's Magic Fountain)
- 1950 : Tarzan et la Belle Esclave (Tarzan and the Slave Girl)
- 1951 : Superman et les Nains de l'enfer (Superman and the Mole-Men)
- 1953 : La Belle Rousse du Wyoming (The Redhead from Wyoming)
- 1953 : Soulèvement en Arizona (The Stand at Apache River)
- 1954 : Les Aventuriers de la jungle (Jungle Man-Eaters)
- 1954 : Le Maître du monde (Tobor the Great)
- 1954 : Sous la menace des cannibales (Cannibal Attack)
- 1955 : Ma and Pa Kettle at Waikiki
- 1956 : Crime Against Joe
- 1956 : Emergency Hospital
- 1957 : Pharaoh's Curse
- 1957 : Sierra Stranger
- 1957 : Hell Ship Mutiny
- 1959 : Louisiana Hussy
- 1967 : Catalina Caper
- 1972 : Doomsday Machine

### Séries télévisées
- 1952 : Les Aventures de Superman
- 1953 : Criswell Predicts
- 1954 : Captain Midnight
- 1956 : Cavalcade of America (en)
- 1956 : The Sheriff of Cochise
- 1956 : The Adventures of Long John Silver
- 1957 : Whirlybirds
- 1957 : Official Detective
- 1958 : 77 Sunset Strip
- 1958 : Lawman
- 1958 : Colt. 45
- 1958 : Sugarfoot
- 1958 : Bronco
- 1958 : Cheyenne
- 1959 : Men into Space (en)
- 1960 : Maverick
- 1964 : Les Aventuriers du Far-West